# Neoplocaederus spinicornis
Neoplocaederus spinicornis là một loài bọ cánh cứng trong họ Cerambycidae.